# الروس في المملكة المتحدة
الروس في المملكة المتحدة هم الروس، أو الأشخاص المولودون في الإمبراطورية الروسية، أو الاتحاد السوفيتي، أو الاتحاد الروسي، والذين هم أو كانوا مواطنين أو مقيمين في المملكة المتحدة.